# Alice de Lacy

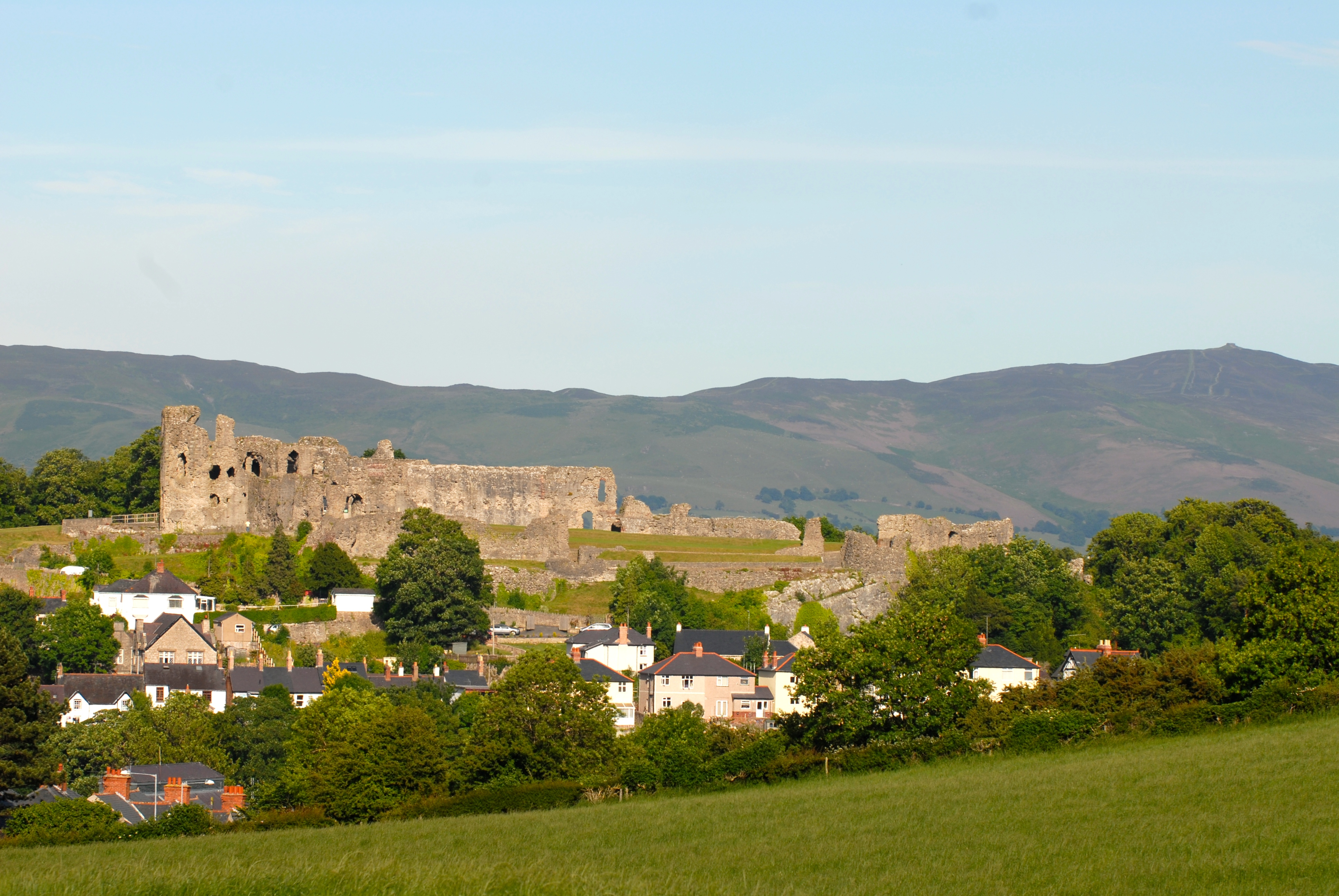
Denbigh Castle, der Geburtsort von Alice de Lacy

Alice de Lacy (* 25. Dezember 1281 in Denbigh Castle; † 2. Oktober 1348), suo jure Countess of Lincoln und Salisbury, war eine englische Adlige. Als reiche Erbin heiratete sie dreimal, starb jedoch kinderlos.

## Herkunft und Heirat
Alice de Lacy war eine Tochter von Henry de Lacy, 3. Earl of Lincoln und von Margaret Longespée, 4. Countess of Salisbury. Ihr Vater war ein treuer Gefolgsmann des englischen Königs Eduard I., und im Herbst 1294 wurde sie mit Thomas of Lancaster, dem ältesten Sohn von Edmund Crouchback, 1. Earl of Lancaster, dem jüngeren Bruder des Königs und von Blanche d’Artois verheiratet. Ihr Mann erbte nach dem Tod seines Vaters 1296 dessen Güter und den Titel Earl of Lancaster. Nachdem die beiden Brüder von Alice noch vor ihrem Vater ohne Nachkommen gestorben waren, war sie das einzige überlebende Kind ihres Vaters. Der Cousin ihres Mannes, König Eduard II. brachte ihren Vater dazu, potentielle Miterben, die Ansprüche auf die Earldom Lincoln und Salisbury hatten, zugunsten seines Schwiegersohns zu enterben, und so wurde sie beim Tod ihrer Eltern 1310/1311 Countess of Salisbury und Lincoln. Durch ihr Erbe wurde ihr Mann zum mächtigsten Magnaten Englands. Er übernahm jedoch schon bald die Rolle seines Schwiegervaters als Führer der Adelsopposition gegen seinen Cousin Eduard II. Alice spielte dabei keine erkennbare Rolle.

## Entführung durch Warenne und Trennung von Lancaster
Ihr Ehemann gehörte 1314 dem königlichen Rat an, der John de Warenne, 7. Earl of Surrey davon abhalten wollte, sich von seiner Frau Joan de Bar scheiden zu lassen, um seine Geliebte Maud Nerford zu heiraten. Warenne, der ursprünglich die Adelsopposition mit unterstützt hatte, gehörte seit 1312 wieder zu den Unterstützern des Königs. Am 9. Mai 1317 ließ er Alice aus Canford Castle entführen und brachte sie in seine Burg von Reigate. Die Entführung soll Richard de St Martin, ein Ritter im Dienst von Warenne ausgeführt haben, dem Alice wohl freiwillig folgte. Warenne ging jedoch mit ihr keine oder keine länger dauernde Beziehung ein, sondern unternahm diesen Angriff wahrscheinlich nur, um Lancaster zu demütigen und um sich zu rächen. Die Folge war eine bis Sommer 1318 andauernde Fehde zwischen Lancaster und Warenne, bis der Letztere nachgeben und einen unvorteilhaften Frieden schließen musste. Alice kehrte jedoch nicht wieder zu Lancaster zurück und lebte fortan von ihrem Mann getrennt. Angeblich zog sie zu ihrem Liebhaber Ebulo Lestrange, einen kleineren Baron aus Shropshire in den Welsh Marches. Lestrange behauptete, bereits vor ihrer Heirat mit ihr verlobt gewesen zu sein. Nach seinen Angaben hatte er sogar vor der Ehe Geschlechtsverkehr mit Alice gehabt, was ihren Ruf weiter schädigte, was aber auch eine weitere Demütigung Lancasters war. Lancaster wurde schließlich 1321 Führer einer bewaffneten Rebellion gegen den König, nach deren Niederschlagung er 1322 als Verräter enthauptet wurde. Als Witwe von Lancaster wurde Alice nach dem Scheitern der Rebellion zusammen mit ihrer Stiefmutter Joan Martin, der Witwe ihres Vaters, in York inhaftiert. Dort drohten ihr Hugh le Despenser und sein gleichnamiger Vater, die Günstlinge des Königs, sie für die Hinrichtung ihres Mannes verantwortlich zu machen. Nach dem damaligen Recht wäre sie dann in Gefahr gewesen, als Gattenmörderin verbrannt zu werden. Unter diesem Druck musste sie auf die Forderungen der Despensers eingehen und eine angebliche Schuld in Höhe von £ 20.000 zu ihren Gunsten anerkennen. Um diese ungeheure Summe zu begleichen, musste sie ihre ererbte Herrschaft Denbigh in den Welsh Marches an den älteren Despenser und weitere Besitzungen an seinen Sohn übertragen.

## Zweite Ehe
Im Sommer 1322 kam Alice wieder frei, doch durch diese Erpressung, die von König Eduard II. geduldet wurde, hatte Alice den Großteil ihrer Besitzungen verloren. Teile ihres Erbes, darunter Pontefract Castle, blieben im Besitz des Königs, der ihr nur ein lebenslanges Nutzungsrecht der Ländereien sowie die Titel Countess of Salisbury und Lincoln beließ. Aus den Ländereien bezog sie jährliche Einkünfte in Höhe von 500 Mark. Schließlich übergab er ihr noch weitere Besitzungen zurück, dazu seine Erlaubnis, erneut zu heiraten. 1324 heiratete sie in zweiter Ehe Ebulo Lestrange, für den die Heirat wegen ihrer verbliebenen Besitzungen, darunter Lincoln Castle, auch materiell lohnenswert war. Ihr Mann nahm in den nächsten Jahren an zahlreichen Feldzügen gegen Schottland teil und starb 1335. Alice gehörte zu seinen Testamentsvollstreckern und legte als Witwe ein Keuschheitsgelübde ab.

## Dritte Ehe, Tod und Erbe
Alice war nun über 50 Jahre alt, doch wegen ihrer Ländereien eine verhältnismäßig reiche Witwe. Sie wurde deshalb bereits Ende 1335 oder Anfang 1336, vermutlich mit ihrer Zustimmung, durch den Ritter Hugh de Freyne aus ihrer Burg Bolingbroke Castle in Lincolnshire entführt. König Eduard III. war darüber zunächst sehr verärgert und ließ Freyne und Alice verhaften, doch schließlich vergab er ihnen, worauf sie Freyne Anfang 1336 heiraten konnte. Er starb jedoch bereits im Dezember 1336 oder Januar 1337. Nach dem Tod ihres dritten Mannes heiratete Alice nicht erneut. Sie starb kinderlos im Oktober 1348. Sie wurde an der Seite von Ebulo Lestrange, ihres zweiten Mannes, in der Prämonstratenserabtei von Barlings in Lincolnshire begraben. Mit ihrem Tod erlosch der Titel Earl of Lincoln, während gemäß den Bestimmungen ihrer ersten Heirat das verbliebene Erbe ihres Vaters an Henry of Grosmont, einen Neffen ihres ersten Mannes fiel. Die Ländereien ihrer Mutter fielen an ihren Cousin James Audley, 2. Baron Audley. Die Güter, die sie als Wittum nach dem Tod von Ebulo Lestrange erhalten hatte, fielen an dessen Neffen Roger Lestrange, 4. Baron Strange of Knockin.